# 毛尖树
毛尖树（学名：Actinodaphne forrestii），为樟科黄肉楠属下的一个植物种。